# Tubercule iliaque
Le tubercule iliaque (ou tubercule du moyen fessier) est situé sur la face exo pelvienne de l'os coxal, c'est un épaississement au niveau de la partie moyenne de la lèvre externe de la crête iliaque.
Il donne insertion au muscle moyen glutéal au dessus de la ligne glutéale antérieure et au tractus ilio-tibial.

## Aspect clinique
Le tubercule iliaque est le point le plus large de la crête iliaque et se situe au niveau du processus épineux de la cinquième vertèbre lombaire.